# Zaklinacz dusz sezon 2
Ten artykuł zawiera streszczenia, a także informacje o odcinkach drugiego sezonu serialu Zaklinacz dusz. Pierwsza emisja w USA odbyła się 22 września 2006, ostatnia drugiego sezonu 11 maja 2007.
| N/o | #  | Tytuł                                  | Tytuł polski                                       | Reżyseria           | Scenariusz                  | Premiera             | Premiera w Polsce (FOX Life) |
| --- | -- | -------------------------------------- | -------------------------------------------------- | ------------------- | --------------------------- | -------------------- | ---------------------------- |
| 23 | 1  | Love Never Dies część 3                | Miłość nigdy nie umiera również: Niepokojące duchy | John Gray           | John Gray                   | 22 września 2006     | 8 czerwca 2007               |
| Melinda obawia się, że coś sprawia, że Andrea nie może przejść na drugą stronę. Szuka pomocy eksperta z dziedziny historii i okultyzmu. Ma nadzieję, że pomoże ten jej w zidentyfikowaniu mężczyzny w kapeluszu. |    |                                        |                                                    |                     |                             |                      |                              |
| 24 | 2  | Love Still Won't Die                   | Miłość wciąż nie umarła również: Przeprawa         | John Gray           | John Gray                   | 29 września 2006     | 15 czerwca 2007              |
| Melinda musi poradzić sobie z intryganckim duchem byłego chłopaka i nastolatkiem okradającym sklep, który nie potrafi wyjaśnić, co skłoniło go do popełnienia przestępstwa. |    |                                        |                                                    |                     |                             |                      |                              |
| 25 | 3  | Drowned Lives                          | Utopione życie                                     | Ian Sander          | Jed Seidel                  | 6 października 2006  | 22 czerwca 2007              |
| Kiedy Melinda odwiedza swoich przyjaciół, który mają problemy z nowo zakupionym domem, odkrywa obecność ducha sześcioletniej dziewczynki, która utonęła. Następnie Melinda próbuje pomóc rodzinie małej dziewczynki. |    |                                        |                                                    |                     |                             |                      |                              |
| 26 | 4  | The Ghost Within                       | Duch w sercu                                       | Frederick E.O. Toye | Lois Johnson                | 13 października 2006 | 29 czerwca 2007              |
| Melinda kupuje zestaw ozdób na pchlim targu i odkrywa, że są nawiedzone. Udaje jej się odnaleźć ducha Dennisa, który prosi aby Melinda zjednoczyła jego dziewczynę z jego matką. |    |                                        |                                                    |                     |                             |                      |                              |
| 27 | 5  | A Grave Matter                         | Pomylony grób                                      | Eric Laneuville     | Catherine Butterfield       | 20 października 2006 | 6 lipca 2007                 |
| Duch mężczyzny, który został pochowany w czyimś grobie i jest opłakiwany przez cudzą żonę zaczyna nawiedzać cmentarz. Melinda stara się umożliwić mu przejście poprzez pogodzenie go z własną żoną i córką. |    |                                        |                                                    |                     |                             |                      |                              |
| 28 | 6  | The Woman of His Dreams                | Kobieta z jego snów również: Kobieta ze snów       | John F. Showalter   | Catherine Butterfield       | 27 października 2006 | 13 lipca 2007                |
| Jim zostaje nawiedzony we śnie przez ducha zmarłej w trakcie operacji. Supermodelka nie może odejść zanim nie ochroni swojej małej siostry przed tym samym niebezpieczeństwem. |    |                                        |                                                    |                     |                             |                      |                              |
| 29 | 7  | A Vicious Cycle                        | Zły cykl                                           | Eric Laneuville     | Jeannine Renshaw            | 3 listopada 2006     | 20 lipca 2007                |
| Pierwszy kemping Melindy i Jima zostaje zakłócony przez ducha kobiety, która zostawiła męża i córkę. Melinda pomaga jej córce odkryć prawdę o przeszłości rodziców. |    |                                        |                                                    |                     |                             |                      |                              |
| 30 | 8  | The Night We Met                       | Noc naszego spotkania również: Nocne spotkanie     | Peter O'Fallon      | David Fallon                | 10 listopada 2006    | 27 lipca 2007                |
| Duch szefa chińskiej restauracji, w której zginął w trakcie pożaru, prosi Melindę o pomoc w ujawnieniu prawdy o podpalaczu. |    |                                        |                                                    |                     |                             |                      |                              |
| 31 | 9  | The Curse of the Ninth                 | Klątwa dziewiątki również: Klątwa muzyka           | Peter Werner        | Breen Frazier               | 17 listopada 2006    | 3 sierpnia 2007              |
| W klubie nocnym Melinda spotyka kelnera Brandona, który od czasu śmierci swojego kolegi z zespołu rockowego porzucił grę na gitarze. Melinda odkrywa, że jest on prześladowany przez dwa rywalizujące ze sobą duchy: jego ojca, którego pragnieniem było, aby syn został muzykiem klasycznym oraz ducha zmarłego przyjaciela, zazdrosnego o talent Brandona. Tymczasem Ned odkrywa sekret Melindy tuż przed rocznicą urodzin zmarłego ojca i chce, aby go odnalazła i pomogła jego matce.                                                                |    |                                        |                                                    |                     |                             |                      |                              |
| 32 | 10 | Giving Up The Ghost                    | Pożegnanie z duchem również: Opętany bejsbolista   | Peter O'Fallon      | Jim Kouf                    | 24 listopada 2006    | 10 sierpnia 2007             |
| Melinda spotyka złego ducha w czasie szkolnego meczu. Matt, duch byłego bejsolisty, który zginął tragicznie w wypadku samochodowym i za swoją śmierć obwinia trenera, próbuje opętać młodego gracza Justina. Melinda stara się pomóc Justinowi zrozumieć co się wokół niego dzieje i pozbyć się złego ducha. |    |                                        |                                                    |                     |                             |                      |                              |
| 33 | 11 | Cat's Claw                             | Nawiedzona dżungla                                 | Victoria Hochberg   | Jim Kouf                    | 15 grudnia 2006      | 17 sierpnia 2007             |
| Melinda, podczas wizyty w uniwersyteckim laboratorium botanicznym, doświadcza telekinetycznych zjawisk. Pokryty błotem duch przenosi ją do dżungli, gdzie stara się przekazać jej wiadomość. Jest on jednak w bardzo złym stanie i nie potrafi mówić. Udzielenie mu pomocy staje się prawdziwym wyzwaniem dla Melindy. W końcu odwiedza ona profesora Payne i nabiera podejrzeń, że naukowca i tajemniczego ducha łączy jakiś związek. |    |                                        |                                                    |                     |                             |                      |                              |
| 34 | 12 | Dead To Rights również: Dead Reckoning | Między życiem a śmiercią                           | Peter Werner        | Wendy Mericle               | 5 stycznia 2007      | 24 sierpnia 2007             |
| Melinda pracuje jako wolontariuszka w szpitalu razem z Delią i spotyka ducha, z którym ciężko jest jej się porozumieć. Okazuje się, że jest to duch młodego mężczyzny w śpiączce, zawieszony pomiędzy życiem i śmiercią, który prosi Melindę o pomoc. Tymczasem Lisa, żona mężczyzny, prowadzi walkę z jego rodzicami o odłączenie go od aparatury podtrzymującej życie. Tymczasem Delia i Ned przeszukując rzeczy osobiste do przekazania na wyprzedaż rzeczy używanych, starają się zamknąć rozdział życia związany ze śmiercią jej męża.              |    |                                        |                                                    |                     |                             |                      |                              |
| 35 | 13 | Déjà Boo                               | Reinkarnacja                                       | Gloria Muzio        | Lois Johnson                | 12 stycznia 2007     | 31 sierpnia 2007             |
| Melinda spotyka ducha o wielu osobowościach. Okazuje się, że duch o imieniu Eric potrafi przywołać swoje wcielenia z przeszłości i ma ponownie przejść reinkarnację jako dziecko, którego spodziewa się przyjaciółka Melindy. Duch nie chce ponownie się narodzić i próbuje temu za wszelką cenę zapobiec, podczas gdy Melinda stara się go powstrzymać i udaje jej się ochronić dziecko przyjaciółki. Tymczasem nabiera podejrzeń, że może być w ciąży i reinkarnacja Erica ma związek z jej dzieckiem.                                                 |    |                                        |                                                    |                     |                             |                      |                              |
| 36 | 14 | Speed Demon                            | Demon szybkości                                    | James Frawley       | Alan Di Fiore               | 2 lutego 2007        | 7 września 2007              |
| Melinda zgubiła drogę, a jej samochód zepsuł się w dziwnych okolicznościach na opustoszałej drodze. Z pomocą przychodzi młoda kobieta, po czym Melinda spotyka złego ducha w postaci szkieletu, który mówi jej, że ktoś musi umrzeć. Melinda próbuje rozszyfrować tajemniczą wiadomość, która powiązana jest z sekretnym stowarzyszeniem organizującym wyścigi. Odkrywa, że Ned, syn Delii, może należeć do tej grupy i śledzi go, aby odkryć prawdę o wyścigach.                                                                                        |    |                                        |                                                    |                     |                             |                      |                              |
| 37 | 15 | Mean Ghost                             | Złośliwa cheerleaderka                             | Ian Sander          | Jeannine Renshaw            | 9 lutego 2007        | 14 września 2007             |
| Melinda przemawia w czasie tygodnia kariery w szkole i odkrywa złego ducha cheerleaderki, która dręczy koleżanki z drużyny tuż przed zbliżającymi się zawodami. Melinda stara się rozwikłać zagadkę ducha nastolatki i udaje się do trenerki drużyny cheerleaderek, aby zdobyć więcej informacji. |    |                                        |                                                    |                     |                             |                      |                              |
| 38 | 16 | The Cradle Will Rock                   | Kołyska                                            | James Chressanthis  | Jed Seidel                  | 16 lutego 2007       | 21 września 2007             |
| Melinda i Delia znajdują się w sklepie jubilerskim w czasie napadu rabunkowego. Łupem złodzieja pada także pierścionek zaręczynowy Delii, który miał dla niej ogromne znaczenie. Krótko po tym, jubiler Randy, który został zabity, ukazuje się Melindzie i doprowadza ją do niebezpiecznego przestępcy. Melinda odkrywa, że Randy nie jest niewinną ofiarą i uczestniczył w planie napadu. |    |                                        |                                                    |                     |                             |                      |                              |
| 39 | 17 | The Walk-In                            | Zombi                                              | Eric Laneuville     | Breen Frazier               | 23 lutego 2007       | 28 września 2007             |
| Melinda szuka ciała, które zniknęło z kostnicy i spotyka ducha Jasona Bennetta, który zmarł 10 lat temu, tuż przed ukończeniem szkoły średniej. Duch Jasona zamieszkuje w ciele byłego kolegi z klasy Briana Curtisa, który niedawno zginął, i stara się zamaskować wszelkie ślady śmierci, aby ciało wyglądało jak żywe. Melinda zwraca się do profesora Payne i próbuje pomóc obu duchom zamknąć przeszłość i przejść na drugą stronę. |    |                                        |                                                    |                     |                             |                      |                              |
| 40 | 18 | Children Of Ghosts                     | Dzieci duchów                                      | Frederick E.O. Toye | Teddy Tenenbaum             | 30 marca 2007        | 5 października 2007          |
| Melinda i Jim stają się tymczasowymi rodzicami dla nastoletniej dziewczynki, której matka zaginęła. Duch matki dziewczynki przychodzi do Melindy, aby wyjawić jej gdzie znajduje się ciało i przekazać ważne informacje dla jej córki. Tymczasem pies Delii zachowuje się bardzo dziwnie i zwraca się ona o pomoc do zaklinacza psów, którym gościnnie jest Cesar Millan. |    |                                        |                                                    |                     |                             |                      |                              |
| 41 | 19 | Delia's First Ghost                    | Pierwszy duch Delii również: Wyznanie              | Kim Moses           | Jeannine Renshaw            | 6 kwietnia 2007      | 12 października 2007         |
| Charlie, duch męża Delii nęka ją i napełnia strachem jej syna Neda. Melinda postanawia wyznać Delii prawdę o swoich nadprzyrodzonych zdolnościach, aby rozwiązać problem z jej mężem i umożliwić mu przejście na drugą stronę. Odkrywa, że Charlie chciałby zaprowadzić Delię w ramiona wybranego przez niego mężczyzny Tima, który w jego mniemaniu mógłby najlepiej otoczyć opieką Delię i Neda. |    |                                        |                                                    |                     |                             |                      |                              |
| 42 | 20 | The Collector część 1                  | Kolekcjoner                                        | Ian Sander          | Jim Kouf Melissa Jo Peltier | 27 kwietnia 2007     | 19 października 2007         |
| Melinda jest zaintrygowana spotkaniem z Gabrielem, który ma takie same zdolności jak ona i widzi zmarłych. Zaczynają się zaprzyjaźniać jednakże jej fascynacja zamienia się w strach gdy odkrywa jego powiązania z duszami, które odmówiły przejścia. Melindzie udaje się pomóc duchowi stewardesy przejść na drugą stronę, pomimo prób zablokowania światła przez inne duchy, które zostały. Melinda odkrywa również tajemnicę żony profesora Payne'a oraz jej niebezpieczne połączenie z nowym znajomym.                                               |    |                                        |                                                    |                     |                             |                      |                              |
| 43 | 21 | The Prophet część 2                    | Prorok                                             | John Gray           | John Gray                   | 4 maja 2007          | 26 października 2007         |
| Melinda obawia się o bezpieczeństwo ludzi, których kocha, po tym jak duch prorok pokazuje jej wizję śmiercionośnej przyszłości, a niewzbudzający zaufania zaklinacz dusz, posiadający te same zdolności co ona, czai się w pobliżu. Wkrótce odkrywa jednak, że wizje w dużej mierze dotyczą przeszłości i z pomocą profesora Payne udaje jej się ustalić datę wydarzenia, które ma nastąpić w przyszłości. |    |                                        |                                                    |                     |                             |                      |                              |
| 44 | 22 | The Gathering część 3                  | Zgromadzenie również: Piąty znak                   | John Gray           | John Gray                   | 11 maja 2007         | 26 października 2007         |
| Melinda z pomocą profesora Payne stara się zebrać razem i ochronić czwórkę dzieci, które ocalały w katastrofach, ale każde z nich było blisko śmierci i spotkało Melindę w wizjach z jasnym światłem. Wkrótce jednak odkrywa, że proroctwo o piątym śmiercionośnym wydarzeniu dotyczy jej i niemalże umiera porażona piorunem. Okazuje się, że obecność ocalałych dzieci przywraca ją do życia, ale pozostaje pod silnym wrażeniem swojej wizji, w której człowiek bez twarzy oznajmił jej, że nadszedł czas, aby poznała prawdę o sobie i swoim bracie. |    |                                        |                                                    |                     |                             |                      |                              |